# Serialización verbal
La serialización verbal, es un fenómeno sintático común a muchos idiomas africanos, asiáticos y de Papúa Nueva Guinea, cuya característica  consiste en que, al contrario de la subordinación en donde una cláusula está acoplada dentro de otra, la frase fluye en una secuencia en que ningún verbo está subordinado al otro.
Las serializaciones verbales son más comunes en lenguas aislantes que sintéticas.
Ejemplo en chino mandarín (nota: se han marcado en negrita los verbos):
- 我 坐 飞机 从 上海 到 北京 去。 Wǒ zuò fēijī cóng shànghǎi dào běijīng qù.

Literalmente: "Yo sentar avión desde Shanghái hasta Pekín viajar". Significando: "Voy, en avión, de Pekín a Shanghái".

## Ámbito geográfico

### Asia
La serialización verbal es un fenómeno común  en lenguas del sudeste asiático y en las lenguas papúes, las lenguas austronesias, lenguas austroasiáticas, lenguas sino-tibetanas, lenguas drávidas, y lenguas tai-kadai. Muchas lenguas criollas del sudeste, como el tok pisin y el chabacano, también utilizan la serialización verbal.

### África
La serialización verbal también es común en el África occidental. Se presenta con mayor frecuencia en el Níger-Congo y lenguas afroasiáticas.

### América
Diferentes lenguas de América del Sur, Central y del Norte también utilizan la serialización verbal, tales como el tariana (hablado en la Amazonia), el idioma lakota (hablado en América del Norte ), y el oluta popoluca (hablado en México). La gran mayoría de estas lenguas están en peligro de extinción.